# آموس كينت
آموس كينت (بالإنجليزية: Amos Kent)‏ هو لاعب كرة قدم أمريكية أمريكي، ولد في 3 يناير 1902 في كينتوود في الولايات المتحدة، وتوفي في 25 أغسطس 1986 في ريتشاردسون في الولايات المتحدة.